# Bernard de Clairvaux
Bernard de Clairvaux (cunoscut și ca Sfântul Bernard, n. 1091, d. 21 august 1153, Clairvaux) a fost un călugăr și conte de Châtillon.

## Biografie
S-a născut într-o familie de nobili din nord-estul ținutului Bourgogne, în localitatea Fontaine, lângă Dijon. La 18 mai 1113, Bernard intră la Cîteaux în Ordinul cistercian și nu întârzie să dea acestei mânăstiri o strălucire deosebită prin încercarea de a reforma viața monahală sub semnul austerității și al izolării de lume. Dacă la data intrării sale în viața monahală Ordinul nu depășise stadiul anonimatului, în deceniile următoare cistercienii vor deveni, datorită personalității acestui tânar nobil burgund, pentru mai multe secole, cel mai important și influent ordin monastic catolic. În anul 1115, Bernard fondează celebra mânăstire cisterciană Clairvaux, în Burgundia, pe care o va conduce timp de aproape patru decenii (1115-1153). În calitate de abate de Clairvaux, Bernard a întemeiat 68 de mânăstiri-fiice sau filiale (dependente de spiritualitatea abației-mamă), răspândite pe întreg cuprinsul Europei.
El a făcut să fie în mod oficial recunoscut, în 1128, ordinul templierilor, organizație al cărei inspirator a fost. Bernard de Clairvaux a avut o contribuție decisivă în aplanarea crizei provocate de Schisma papală din anul 1130 - alegerea simultană pe scaunul pontifical a pretendenților Anaclet al II-lea (1130-1138) și Inocențiu al II-lea (1130-1143) -, sprijinindu-l pe Inocențiu. 
În 1140, a obținut de la conciliul din Sens condamnarea lui Pierre Abelard, care îl neliniștea cu îndrăzneala vederilor sale, iar în 1145, a avut satisfacția să-l vadă pe unul din fiii săi spirituali ajuns papă sub numele de Eugen al III-lea. Prin predicile și elocvența sa, Bernard a dobândit sprijinul germanilor și al francezilor pentru declanșarea celei de-a doua cruciade, devenind principalul ei ideolog. El însuși descria astfel, nu fără oarecare emfază, efectul predicii sale: Am deschis gura, am vorbit și îndată numărul cruciaților a crescut la nesfârșit. Satele și târgurile sunt pustii. Cu greu ai să găsești un bărbat la 7 femei. Peste tot nu vezi decât văduve ai căror soți mai sunt încă în viață.
Abatele de Clairvaux n-a fost singurul care a predicat în favoarea cruciadei. În regiunea Renaniei, un eremit francez numit Raoul, care spunea că e călugăr cistercian și se bucura de sprijinul anumitor cercuri ecleziastice, obținea mari succese în fața mulțimilor. În jurul acestui predicator ambulant s-a răspândit din nou climatul escatologic al primei cruciade. La fel ca pe vremea lui Pierre Eremitul și a lui Gautier cel fără de Avere, un sentiment de exaltare colectivă punea stăpânire pe credincioși. Raoul, arătând niște scrisori pe care le-ar fi primit de la cer prin arhanghelul Gabriel, îi îndemna pe oameni să plece la Ierusalim ca să aștepte acolo reîntoarcerea iminentă a lui Cristos și să purifice lumea de tot ce ar putea să-i împiedice venirea, începând cu evreii, numeroși în orașele din Valea Rinului: Să-l răzbunăm pe Dumnezeul nostru, spunea el, contra dușmanului de lângă noi, și pe urmă să plecăm!
Pentru a pune capăt masacrării evreilor, arhiepiscopul de Mainz a apelat la Sfântul Bernard, cerându-i să ia atitudine față de predicile lui Raoul. Răspunsul acestuia nu s-a lăsat așteptat și a fost foarte ferm. Spre deosebire de unii contemporani — printre care și foarte radicalul Norbert de Xanten, întemeietorul ordinului premonstratens —, abatele de Clairvaux nu credea în iminenta apariție a lui Antichrist și nimic nu-i era mai străin decât climatul apocaliptic al unei cruciade populare. Așa că a condamnat cu severitate purtarea lui Raoul, căruia nu i se încredințase nici un fel de misiune, nici din partea lui Dumnezeu și nici din partea oamenilor. Dacă pretinde că, numai pentru că e călugăr sau eremit, a primit misiunea de a propovădui, să știe că treaba unui călugăr nu  este să dea lecții, ci să plângă!
După ce i-a reproșat că pune la încercare autoritatea episcopilor, a criticat cu virulență atitudinea lui Raoul față de evrei și incitările la crimă, care ar dovedi clar că activitatea lui Raoul nu era inspirată de Dumnezeu ci de demon, tatăl minciunii, ce de la începuturi a fost un ucigaș. Într-o altă scrisoare, adresată credincioșilor din Speyer, Bernhard a precizat motivele pentru care creștinii nu trebuia să cedeze ispitei antisemitismului violent: De ce să vă îndreptați zelul și înverșunarea voastră împotriva evreilor? Ei sunt imaginea vie a patimilor Mântuitorului. Nu ne este deci îngăduit să-i persecutăm și nici chiar să-i alungăm. Nu pe ei trebuie să-i lovească sabia, ci pe păgâni. Deoarece aceste admonestări epistolare au rămas fără efect, în ultimele luni ale anului 1146 Bernard a plecat personal în Flandra, Lorena și Renania. Deși nu vorbea germana, succesul său a fost enorm; a reușit să stăpânească mișcarea cruciată, făcându-l pe Raoul să i se supună și punând astfel capăt masacrelor. Textele evreiești ale epocii îi aduc un călduros omagiu: Domnul s-a milostivit de ei (evreii). El le-a trimis acestor ticăloși (cruciații) pe Sfântul Bernard de Clairvaux din Franța, care le-a spus: Haideți să mergem către Sion, la mormântul Mântuitorului nostru. Dar să nu vă legați de evrei! Atingându-vă de ei este ca și cum v-ați atinge de lumina ochilor lui Isus, căci ei sunt osul și carnea lui.
Dar Sfântul Bernard, cu ocazia acestei mari campanii de predici în țările germanice, nu s-a mulțumit numai să condamne excesele poporului. Cu o putere de convingere care îi câștiga pe toți, sprijinită și de câteva vindecări miraculoase, el le-a trimis ascultătorilor propria sa concepție despre cruciadă. El îi chema la război sfânt contra sarazinilor nu ca să-i convertească pe aceștia - pentru că el credea în libertatea actului de credință - ci ca să-i împiedice de a face rău creștinilor. 
Mistica elaborată de Bernard a stat la baza gândirii teologice medievale occidentale.

## Scrieri
- Comentariul la Cântarea Cântărilor